# Peur de rien
Pour plus de détails, voir Fiche technique et Distribution.
Peur de rien est une comédie dramatique française réalisée par Danielle Arbid et sortie en 2015.

## Synopsis
En 1993, Lina, une jeune Libanaise de dix-huit ans, arrive à Paris pour y poursuivre ses études. Lors de son passage dans les banlieues de Paris, sa vie est marquée de plusieurs mésaventures où s'entremêlent sexe, drogues, amitiés, folie et surtout bouleversements familiaux qui changeront le cours de sa vie durant ses études mais arrivera tant bien que mal à surmonter les épreuves qui l'attendent.

## Fiche technique
- Titre : Peur de rien
- Réalisation : Danielle Arbid
- Scénario : Danielle Arbid, avec la collaboration de Julie Peyr et Pierre Schoeller
- Photographie : Hélène Louvart
- Montage : Mathilde Muyard
- Décors : Charlotte de Cadeville
- Costumes : Claire Dubien
- Musique : Élise Luguern
- Production : David Thion et Philippe Martin
- Sociétés de production : Les Films Pelléas, Orjouane Productions et Jouror Films, en association avec les SOFICA Cofinova 11, Indéfilms 3, SofiTVciné 2
- Sociétés de distribution : Films Bourtique et Ad Vitam
- Pays de production :  France
- Langues originales : français et arabe
- Genre : comédie dramatique
- Durée : 120 minutes
- Dates de sortie :
  - Canada : 12 septembre 2015
  - France : 10 février 2016

## Distribution
- Manal Issa : Lina Karam
- Vincent Lacoste : Rafaël
- Paul Hamy : Jean-Marc
- Damien Chapelle : Julien
- Dominique Blanc : Mme Gagnebin
- Clara Ponsot : Antonia
- India Hair : Victoire
- Bastien Bouillon : Arnaud
- Alain Libolt : M. Lemernier
- Waleed Zuaiter : l'oncle de Lina
- Darina Al Joundi : Mounira, la tante de Lina
- Mathilde Bisson : Frédérique
- Orelsan : un ami de Julien
- Elina Löwensohn : Bogdana, la femme de l'Est
- Philippe Résimont : l'avocat, père de Rafaël

## Musique
La programmation musicale est d'Élise Luguern. Le film utilise de nombreuses chansons préexistantes dont :
- Duel au soleil d'Étienne Daho
- Sin in My Heart de Siouxsie and the Banshees[1]
- Marlène de Noir Désir
- Freedom Rock de Franck Black[1]
- Douce France de Charles Trenet par Carte de Séjour[1]
- Pendant que les champs brûlent de et par Niagara ainsi que la version finale par Thomas Winter[1]

## Accueil

### Accueil critique
Le film reçoit un très bon accueil critique lors de sa sortie en France le 10 février 2016.